# Windows 1.0
Windows 1.0 var en grafisk användarmiljö för MS-DOS som presenterades av Bill Gates den 10 november 1983 och som lanserades i november 1985. Eftersom MS-DOS i stort sett saknade grafikstöd var Windows 1.0 tvunget att innehålla de flesta av de funktioner som normalt förknippas med ett operativsystem (exempelvis drivrutiner, grafikstöd och stöd för mus). Dessutom innehöll Windows rutiner för minneshantering och multikörning som saknades i MS-DOS.
En brist i Windows 1.0 var att den medföljande filhanteraren, MS-DOS-centralen uppfattades som mindre användarvänlig. Den var mindre utvecklad än motsvarigheten i Mac OS (då System 2.0), kallad Finder. En annan brist i Windows var att det inte kunde hantera överlappande fönster, utan dessa måste placeras sida vid sida på skärmen; detta var en eftergift till Apple. Jämfört med Mac OS hade Windows 1.0 en fördel i att flera program kunde köras samtidigt; så kallad multikörning. Windows 1.0 hade en form av samverkande multikörning och var i detta avseende efter samtida konkurrenter som Amiga OS 1.0 som redan hade tidsdelad multikörning. En annan styrka relativt Mac OS var att Windows 1.0 hade stöd för färgskärm; Amiga OS hade däremot minst jämförbar kapacitet vad gällde grafikstöd.
Redan Windows 1.0 hade ett API (Application Programming Interface) som gjorde att programvaruutvecklare kunde utveckla mjukvara som utnyttjade Windows grafiska användargränssnitt. Endast ett begränsat utbud av program utvecklades dock för Windows 1.0.

## Mottagande
Windows 1.0 fick ett bra mottagande vid presentationen av operativsystemet och hade en bra support från mjukvaru- och hårdvaruleverantörerna. Omdömena byttes till en besk kritik när det var dags för recensenterna. Framför allt ansågs Windows 1.0 bygga alltför mycket på mushantering, vid en tid som pekdonen ännu inte slagit igenom. Dessutom krävde operativsystemet förhållandevis mycket RAM-minne. Windows genomslagskraft underskattades därför grovt av kritikerna. I efterhand kan kritiken ändå sägas ha varit riktig, trots att Windows 1.0 kom att bli en milstolpe för Microsoft.

## Användargränssnitt
Windows var ända fram till mitten av nittiotalet inte ett egentligt operativsystem utan ett grafiskt skal som kördes ovanpå MS-DOS. En operativomgivning (operating environment) som Microsoft själva kallade den. Det bör dock betonas att MS-DOS hade så begränsat stöd för grafik och inget stöd för multikörning att Windows redan från version 1 i många avseenden fungerade som ett operativsystem.
I Windows 1.0 användes rullgardinsmenyer och popupfönster ungefär som i Xerox Star och Macintosh. Windows 1.0 saknade stöd för överlappande fönster utan kunde bara dela in skärmytan i olika områden. Detta skedde till viss del automatiskt så att man aldrig hade en del av skrivbordsytan tom; sida vid sida hamnade de. I och med detta kunde skärmbilderna skalenligt ritas om.
Windows hade stöd för körning av flera program samtidigt. Multikörningen var av så kallad samarbetande typ (vilket kräver att programmen själva tidvis lämnar över kontrollen till operativsystemet efter att deras tidsperiod är över). MS-DOS program kunde dock ej multiköras; detta kom först med Windows/386 (en variant av Windows 2).
Filhanteraren i Windows 1.0 kallades MS-DOS Executive; denna startade automatiskt vid uppstart av Windows.
Med Windows följde även en rad applikationsprogram: Calculator, Calendar, Cardfile, Clipboard, Clock, Control Panel, Notepad, RAMdrive, Reversi, Terminal, Windows Paint, Windows Write, PIF (Program Information File) Editor samt Print Spooler.

## Hårdvarukrav
Windows 1.0 krävde två diskettstationer för dubbelsidiga floppydisketter (5,25”) Vidare behövdes minst 256 kB RAM och ett grafikkort.
Vidare var det lämpligt att ha en något kraftigare processor i datorn. Intels 80286 hade kommit ut vid den här tiden och krävdes för att det inte skulle stå helt stilla. Men för den glade och tålmodige gick det även att köra med 8088 eller 8086. Den tålmodige kunde faktiskt använda sin alldeles för gamla dator till och med Windows 3. Men sedan var det stopp.
Man skulle ha minst DOS version 2.0 installerat för att kunna installera Windows.

## Uppdaterade versioner
I augusti 1986 kom en uppdatering ut. Den hade samma hårdvarukrav som den tidigare versionen men krävde något mer arbetsminne. Hela 320 kB krävdes nu på RAM. Det var inte så stora förändringar, men 1.03 hade stöd för MS-DOS version 3.2, utökad stöd för tangentbord, några fler storlekar på typsnitten Helvetica och TimesRoman samt några fler drivrutiner.
Ordbehandlingsprogrammet som ingick (Write) ändrade filändelse från .doc till .wri. Filändelsen .doc användes redan till ordbehandlingsprogrammet Microsoft Word for MS-DOS som hade introducerats redan i november 1983.
I januari 1987 kom Windows Device Driver Library Volume 1 som innehöll ytterligare drivrutiner för skärm, skrivare och muspekare.
Windows 1.04 hann komma ut i april samma år, även den innehöll stöd för ytterligare några enheter, annars var den som sin föregångare version 1.03.

## Hur Windows 1 fungerar
För att kunna köra Windows är man tvungen att först ha startat datorn med DOS. När man väl startat Windows är det den som sköter alla systemfunktioner förutom filsystemshanteringen som fortfarande ombesröjs av MS-DOS.
Windows 1.0 består av
- Startfiler
- Kärnfiler
- Drivrutiner
- Stödfiler
- Applikationer.

### Startfiler
Windows består av följande filer:
- WIN.COM

Win.com är den fil som laddar Windows. Den kollar vilken maskintyp som finns, hur minnet är konfigurerat och vilka drivrutiner som finns för att bäst ladda Windows. 
För att Win.com skall kunna ladda Windows krävs att det finns tillräckligt med minne, en XMS-drivrutin som exempelvis Himem.sys (i senare versioner krävs också processor stöd för real, standard eller enhanced mode).
- WIN.INI

Det fanns även en initieringsfil som hette Win.ini där man kunde göra diverse inställningar för systemet och ladda vissa program, etc. 
Här fanns till exempel inställningar för om spoolern skulle laddas och hur muspekaren skulle uppföra sig. Det fanns även en lista över vilka program som skulle laddas när man öppnar ett dokument med en speciell filändelse samt inställningar för färger, portar och fonter.
- WIN100

I windowskatalogen fanns även en fil som hette Win100.bin som innehöll binära koder och ID för Windows. För att exempelvis kunna köra en så här tidig version av Windows på en nyare DOS är det denna filen man får ändra med Setver. 
Filen Win100.ovl är en fil som hanterar overlay, detta är en gammal teknik som delar in ett program i en grunddel och ett tillägg. Detta är ett sätt för programmen att använda mindre minnesutrymme genom att dela på viss data och motsvaras i dagens system av DLL-filer.
- Kärnfiler

Kärnfilerna i Windows är GDI.EXE, KERNEL.EXE och USER.EXE.
- KERNEL.EXE

Kernel.exe (KRNL286 och KRNL386 i senare versioner av Windows) kontrollerar och placerar alla maskinens resurser för att hantera minne, ladda program och schemalägga programexekvering och andra uppgifter.
- USER.EXE

User.exe skapar och bibehåller fönstren på skärmen och utför på begäran skapande, förflyttningar, storleksförändringar eller borttagande av fönstren på skärmen. User.exe tar också hand om händelser som rör ikoner eller andra komponenter i användargränssnittet. 
User.exe dirigerar input till berörda applikationer ifrån musen och tangentbordet och liknande inenheter.
- GDI.EXE

GDI.exe kontrollerar gränssnittet för de grafiska enheterna som exekverar grafiska operationer på skärmen och andra utenheter. Man kan säga att GDI ansvarar för hur Windows ser ut. 
Genom Microsofts GDI (som förresten är en förkortning för Graphic Device Interface) kunde den grafiska outputen omdirigeras till olika enheter. En bild på skärmen kunde skrivas ut på en skrivare. 
GDI består av grafikdrivrutiner mellan de bilder ett program vill rita upp och den maskinvara som åstadkommer det. De anrop programmen eller Windows gör är inte specifika för en viss hårdvara, utan GDI fungerar som en tolk mellan applikationer och den faktiska utenheten. 
Detta genomförs med hjälp av abstrakta enheter (Abstract device) som är en samling av alla de funktioner som skall genomföras av den reella hårdvaran. Designen på denna avgör i slutändan vilka fysiska utenheter som kan stödjas.
Microsoft har inkluderat de kommandon som anges i ANSI-VDI (American National Standards Institute – Video Display Interface) samt den grafiska funktionaliteten från IBM PC BASIC.
- GDI:s språk

Den abstrakta enheten använder ”uranrop” eller primitives på engelska för att kommunicera. Dessa anrop sker till GDI:s lägsta nivå, de logiska drivrutinerna. (Logisk är i datavärlden motsatsen till fysisk.) Det finns fem olika huvudfunktioner hos dessa primitives: 
Control Primitives, dessa anrop initierar, terminerar och tömmer enheterna.
Output Primitives, dessa anrop resulterar i den faktiska bilden på den grafiska enheten, dessa anrop är flytta, markera, polymarkera, linje, polylinje, polygon, rektangel, cirkel, kurva, text samt placera, ta och flytta bit maps. 
Attribute Primitives, dessa anrop beskriver något om hur Output primitives visar sig. Varje Output primitives har ett set med visuella värden så som storlek, färg och stil. Slutna output primitives har dessutom värden för fyllnadsfärg och stil. Dessa attribut har också hand om färgöversättningstabeller och högkvalitativ text.
Viewing Primitives kontrollerar fästning, relativa eller absoluta koordinater och absolut bestämning av storlek. De bestämmer ramarna för var output primitives skall fästas. Viewing primitves kartlägger också koordinater från logiska enheter till de fysiska drivrutinerna och från en koordinats plats till en annan. De sköter också upplösningen av de logiska koordinaternas utrymme.
Inquiry primitives, dessa anrop returnerar information om de aktuella attributen till applikationen, och visar pipelinen och kontrollflaggorna från den logiska enhetens drivrutin.
- Hur GDI arbetar

GDI är alltså ett slags språk som program kan använda sig av i Windows för att rita upp bilder på olika utenheter. Det går till så här:
När en funktion anropas av ett program tar GDI funktionens parametrar och skickar dem vidare till en logisk drivrutin.
Den logiska drivrutinen översätter de abstrakta enhetsfunktionerna till en sekvens enhetsspecifika åtgärder. Denna sekvens skickas till en fysisk drivrutin som resulterar i grafik på enheten ifråga.

### Drivrutiner
Windows använder drivrutiner som är ett slags tolk mellan maskinvara och program. Programmen kan anropa en maskinvara med generella kommandon som drivrutinen översätter till de specifika kommandon som maskinvaran använder.
I DOS har de flesta drivrutiner ändelsen .sys. Dessa fick i Windows ändelsen .drv. 
Det finns drivrutiner anpassade för nio olika områden: 
Comm, Bildskärm, Tangentbord, Mus, Multimedia, Nätverk, Skrivare, Ljud och System.

### Teckensnitt
I Windows 1.01 lagras de olika teckensnitten i filer med ändelsen .fon. Det finns ett antal systemteckensnitt som används av Windows. Dessa är Helvetica, Courier, en modifikation av Times, Roman, Script och Modern som följer med som standard. (I senare versioner av Windows kan dessa Font-filer ha ändelsen .TTF, .FON eller .FOT)
Teckensnitten kan vara av tre sorter:
- Rasterfonter, som är bitmappade, alltså vissa punkter på ett visst område med pixlar.
- Vektorfonter, som är uppritade med hjälp av matematiska formler
- TrueType-fonter, som är ett slags vektorfonter.

Dessa fontfiler (teckensnitt) anropas från tangentbordets BIOS sedan en tangenttryckning har skickat i väg en ASCII-kod; till exempel 97 för litet a som sedan hanteras av GDI.

### Installation
För att installera Microsoft Windows 1.0 krävdes 5 disketter:
- Microsoft Windows Installationsdiskett
- Microsoft Windows Build Disk
- Microsoft Windows Verktygsdiskett
- Microsoft Windows Tillbehörsprogramdiskett
- Microsoft Ordbehandlingsprogramdiskett

När man körde installationsprogrammet fick man trycka C för att komma vidare, Q för att avbryta och Enter när man angivit en siffra på flervalsfrågor. Man var tvungen att känna till en del om sin hårdvara för att kunna installera. På den tiden fanns inte Plug-and-Play.
- Fas 1: Installationen

Det första man får göra är att välja installationskatalog. "C:\Windows" är förvalt som standard. Vidare kunde man göra sex olika val beroende på vilket grafikkort använder. Sedan kopierar systemet några viktiga filer (cirka 10 stycken)
- Fas 2: Bygg

När byggfasen inleds får man byta diskett och trycka på tangenten C. Ytterligare cirka 10 filer kopieras. Nu är kärnan installerad.
- Fas 3: Verktyg

Nästa fas består i att installera skrivare. Man kan om man vill installera flera skrivare. Det fanns 19 vanliga skrivartyper att välja på. Efter detta får man ange vilken port enheten är ansluten till (LPT 1-3 eller COM 1-2) och när man gjort detta kan man sedan välja att installera ytterligare skrivare.
Ifall man ville, kunde man avbryta installationen här och när man sedan ville starta ett program så kunde man istället för att lägga det på hårddisken lika gärna kunna köra det från diskett. Filerna på disketterna är nämligen inte packade eller komprimerade på något sätt.
- Fas 4: Skrivbordet

Denna fas installerar olika vanliga tillbehörsprogram såsom: 
Kalkylatorn, Kalendern, Cardfile, Klippbordet, Klocka, Kontrollpanelen, Anteckningar, Paint, Reversi och Terminal. 
Man får sedan byta diskett till Microsoft Ordbehandlingsprogramdiskett som installerar ordbehandlingsprogrammet Write.
- Fas 5: Starta Windows

Om man inte har en hårddisk får man sätta in disketten med kommandotolken på (Bootdisketten). 
Man har nu placerats i den katalog där Windowsfilerna installerats (C:\Windows) och man får uppmaningen att skriva Win i prompten för att starta Windows.
I katalogen finns nu 31 filer inklusive eventuella drivrutiner för skrivarenheten.